# Dalmatinervej 101
Dalmatinervej 101 (eng: 101 Dalmatian Street) er en britisk-canaadisk animeret tv-serie på Disney Channel produceret ved Disney Television Animation af Cara Speller. Den fik premiere d. 14. december 2018 i USA og d. 16. december 2018 i Danmark. Serien er skrevet af Josh Brener, Michaela DIetz, Ella Kenion og Rhashan Stone. Den er instrueret af Nathan Klein, Rupert Cross og Theo Vidgen. Der er to sæsoner af serien der i USA sendtes  fra 2018 til 2020.